# 1817 au Canada
Pour un article plus général, voir Chronologie du Canada.
Cet article traite des événements qui se sont produits durant l'année 1817 au Canada.

## Événements

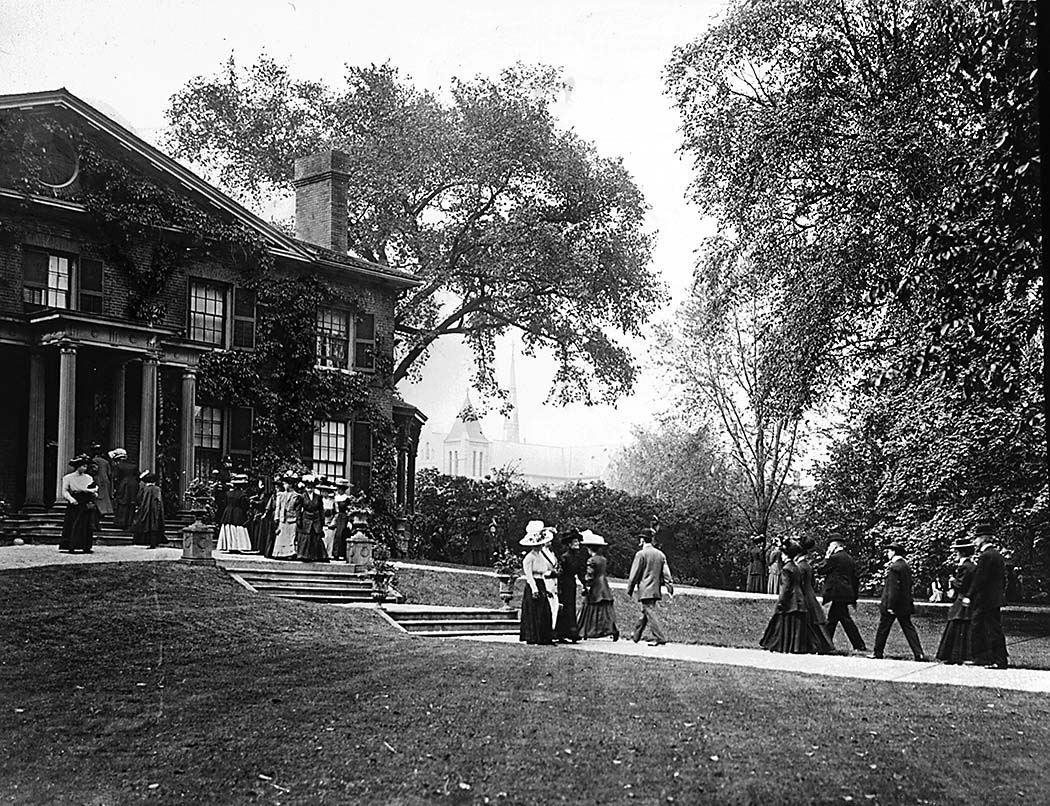
The Grange construit à Toronto en 1817.

- 15 janvier : ouverture de la Neuvième législature du Bas-Canada.
- 4 février : début de la Sixième législature du Nouveau-Brunswick (en).
- Avril : accord naval Rush-Bagot (en), qui limite la présence navale américaine et britannique sur les Grands Lacs.
- 14 juin : relance du journal Le Canadien soutenu par le Parti canadien.
- 1 juillet : George Stracey Smyth devient lieutenant gouverneur du Nouveau-Brunswick.
- 4 juillet : établissement du vicariat apostolique d'Halifax à partir du Diocèse de Québec. Edmund Burke en est son premier évêque.
- Août : première édition de la Gazette des Trois-Rivières, fondée par Ludger Duvernay.
- 2 octobre : Premier service de traversier entre Québec et Lévis effectué par un bateau à vapeur appelé le Lauzon[1].
- 3 novembre : fondation de la Banque de Montréal. Elle devient la plus puissante institution financière du pays au XIXe siècle.

- Sir Samuel Smith (en) est nommé lieutenant-gouverneur du Haut-Canada.
- Lord Selkirk recrute une centaine de soldats à Montréal pour rétablir la colonie d’Assiniboia attaquée par les métis. La colonie de la Rivière Rouge est pacifiée et l’arrivée de missionnaires catholiques l’année suivante apporte au pays un nouveau gage de paix grâce au prestige qui acquièrent sur les métis.
- Le Chemin Kingston (en) reliant York (Toronto) à la ville de Kingston est complétée.
- Sept employés de la Compagnie du Nord-Ouest subissent une tragédie en perdant leur canot et équipement sur un rapide du fleuve Columbia. Il n'y aura qu'un seul survivant de cette  mésaventure. Le rapide est nommé Dalles des Morts.

## Naissances
- 22 janvier : Luther Hamilton Holton, homme politique.
- 29 janvier : John Palliser, explorateur.
- 10 avril : John Poupore, homme politique.
- 17 avril : Georges-Honoré Simard, homme politique.
- 7 juillet : Louis Riel, Sr. (en), chef métis et père de Louis Riel.
- 6 septembre : Alexander Tilloch Galt, homme d'affaires et père de la confédération.
- 8 novembre : Théophile Hamel, artiste peintre.
- 28 décembre : Jean-Baptiste Daoust, homme politique.
- John Hutchison, maire de Toronto.
- William Kirby, écrivain et homme politique.

## Décès
- 2 février : Thomas Carleton, militaire et lieutenant-gouverneur du Nouveau-Brunswick.
- 30 novembre : Jean-Baptiste-Melchior Hertel de Rouville, politicien.